# Portia schultzi
Portia schultzi (лат.) — вид пауков из семейства пауков-скакунов (Salticidae).

## Описание
Мелкие пауки-скакуны. Длина самок от 5 до 7 мм, самцы от 4 до 6 мм.
Карапакс обоих полов оранжево-коричневого цвета с темно-коричневой пятнистостью и покрыты темно-коричневыми и беловатыми волосками, лежащими на поверхности. У самцов белые пучки волосков на их тораксе и широкая белая полоса над основаниями ног. Оба пола имеют пучки волосков от оранжевого до темно-оранжевого над глазами, которые окаймлены бледно-оранжевыми волосками. Брюшко самцов желто-оранжевого или оранжево-коричневого цвета с черноватыми пятнами, а на спинной стороне — чёрные и светло-оранжевые волоски и девять белых пучков. Самки бледно-желтые и имеют чёрные отметины с разбросанными белыми и оранжево-коричневыми волосками на верхней стороне.
Питаются в основном другими пауками. Касаясь паутины, они могут имитировать движения дуновения ветра, чтобы оставаться незамеченными. Благодаря хорошему зрению они могут приблизиться к жертве, оставаясь незамеченными, и стремительно атаковать.

## Распространение
Африка.